# ماري جين راسيل
ماري جين راسيل (بالإنجليزية: Mary Jane Russell)‏ هي عارضة أمريكية، ولدت في 10 يوليو 1926 في تينيك (نيوجيرسي) في الولايات المتحدة، وتوفيت في 20 نوفمبر 2003 في تشارلستون في الولايات المتحدة بسبب تليف رئوي.